# لن أعيش في جلباب أبي (رواية)
"لن أعيش في جلباب أبي" هي رواية للكاتب المصري إحسان عبد القدوس. صدرت عام 1982 عن مركز الأهرام للترجمة والنشر. وتعتبر أحد أشهر الأعمال على الإطلاق للكاتب إحسان عبد القدوس. كما تتميز كتاباته بالأسلوب البسيط والممتع مما يجعل القارئ يتفاعل معها بشكل جيد. حيث يملك الكاتب إحسان عبد القدوس مذاقاً خاصاً في أعماله الأدبية. تحولت رواية لن أعيش في جلباب أبي لفيلم ومجح نجاحاً باهراً.

## عن الرواية
رواية لن أعيش في جلباب أبي تدور أحداثها في جو مليء بالروح المصرية وهي تعكس واقع تعيشه معظم البيوت في مجتمعاتنا الشرقية والصراع الذي يحدث بين أغلب الآباء وأبنائهم كما أن الرواية تعالج مشكلة حقيقية وهي مشكلة الانتساب إلى الآباء بمجرد أن يتميز الأب في جانب ما من جوانب الحياة.
الرواية تحكي عن أب غني (عبد الغفور البرعي) يمتلك الكثير من المال وهذا المال كان السبب في أزماته مع ابنه الوحيد وبناته الأربع أيضًا، وذكر الكاتب محاولات الابن في إظهار شخصيته بين المجتمع لا شخص أبيه وثروت وقد فشل في تحقيق ذلك. كما فشلت أيضًا البنات كل بطريقة مختلفة إلا الصغرى لأنها اكتسبت خبرات من تجارب أخواتها.